# The Fast and the Furious: Tokyo Drift
The Fast and the Furious: Tokyo Drift is een Amerikaanse speelfilm uit 2006 onder regie van Justin Lin. De film met een compleet nieuwe cast, is gefilmd in Tokio en delen van Los Angeles. Terwijl Paul Walker en de rest van de acteurs van de originele serie niet in deze film voorkomen, speelt Vin Diesel zijn rol als Dominic Toretto aan het einde van de film. Het is het derde deel uit The Fast and the Furious-reeks maar vindt plaats na de films Fast Five en Fast & Furious 6.

## Verhaal
Sean Boswell raakt door een ongeluk in een straatrace zijn auto kwijt alsook de kans om het 'hart' van een meisje te winnen.
Wanneer hij opgepakt wordt, is -door eerdere aanhoudingen- zijn enige mogelijkheid om aan de gevangenis te ontkomen naar zijn vader in Tokio gaan. Hier komt hij al snel in aanraking met het illegale racecircuit en het eerste wat hij doet is het opnemen tegen DK (Drift King), met maffia-connecties. Een confrontatie die hij overigens verliest. Door deze gebeurtenis wordt hij echter koerier voor Han, die hem het driften leert. Han geeft hem hiermee de kans om het nogmaals op te nemen tegen DK en voor Neela, DK's vriendin.

## Rolverdeling
- Lucas Black - Sean Boswell
- Sung Kang - Han
- Bow Wow - Twinkie
- Nathalie Kelley - Neela
- Brian Tee - D.K.
- Keiko Kitagawa - Reiko
- Jason Tobin - Earl
- Sonny Chiba - Uncle Kamata
- Satoshi Tsumabuki - Opgewonden man
- Zachery Ty Bryan - Clay
- Nikki Griffin - Cindy
- Keiichi Tsuchiya - Fisherman
- Leonardo Nam - Morimoto
- Vin Diesel - Dom (Cameo)

## Muziek
De originele filmmuziek werd gecomponeerd door Brian Tyler. Ook werd er in de film muziek gebruikt van onder meer Far East Movement, N.E.R.D en Don Omar en Slash.